# Nothroctenus bahiensis
Nothroctenus bahiensis là một loài nhện trong họ Ctenidae.
Loài này thuộc chi Nothroctenus. Nothroctenus bahiensis được Cândido Firmino de Mello-Leitão miêu tả năm 1936.